# Zorka van Montenegro

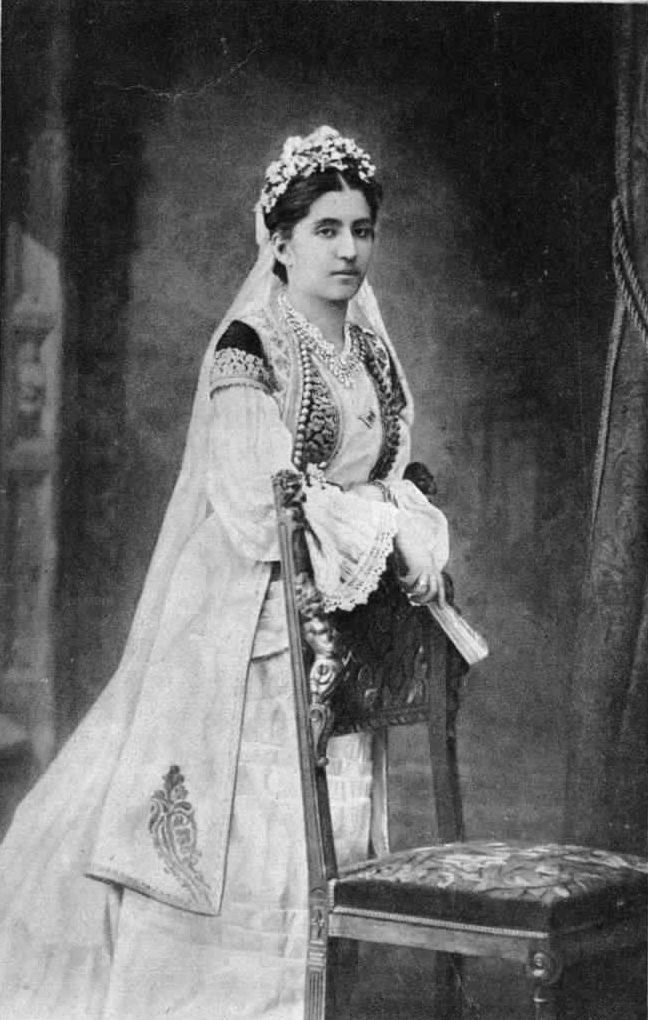
Zorka van Montenegro

Zorka Petrović-Njegoš (Servisch: Љубица Петровић-Његош) (Cetinje, 23 december 1864 – aldaar, 16 maart 1890), prinses van Montenegro, was een dochter van koning Nicolaas I van Montenegro en Milena Vukotić.
Ze werd opgevoed en onderwezen in Rusland. Na haar terugkeer in Montenegro huwde ze op instigatie van haar vader en tsaar Alexander III van Rusland op 1 augustus 1883 met Peter Karađorđević. Hij was de zoon van ex-vorst Alexander van Servië, en leefde op dat moment in ballingschap in Cetinje. Haar man werd later koning van Joegoslavië.
Het paar kreeg vijf kinderen. Tijdens de geboorte van haar vijfde kind, Andreas, stierf Zorka, evenals haar net gebaarde zoon. Ze werd begraven in de Sint-Joriskerk in Topola, Servië.

## Kinderen
Zorka en koning Peter hadden de volgende kinderen:
- Helena Petrovna (1884-1962)
- Milena (1886-1887)
- George (1887-1972)
- Alexander (1888-1934)
- Andreas (* 1890, stierf direct na zijn geboorte)